# NGC 5327
NGC 5327 (другие обозначения — UGC 8768, MCG 0-35-21, ZWG 17.78, IRAS13494-0157, PGC 49234) — спиральная галактика с перемычкой (SBb) в созвездии Дева.
Этот объект входит в число перечисленных в оригинальной редакции «Нового общего каталога».